# Castello di Saint-Germain
Il castello di Saint-Germain (pron. fr. AFI: [sɛ̃ ʒɛʁmɛ̃]) o tour Saint-Germain (in francese château de Saint-Germain) è un castello medievale in rovina che si trova nella frazione omonima del comune di Montjovet, in Valle d'Aosta.

## Descrizione
Situato a 656 m s.l.m., a picco sulla gola scavata dalla Dora Baltea, su uno sperone roccioso anfibolitico che in epoca romana venne definito Mons Jovis oggi costeggiato dalla Mongiovetta, tratto della Strada statale 26 della Valle d'Aosta scavato nella roccia, il castello di Saint-Germain è tra i castelli della regione più strategici, insieme al forte di Bard e al Châtel-Argent: la sua posizione permetteva facilmente di controllare e difendere il borgo posto ai piedi del mammellone roccioso e la vallata centrale della Valle d'Aosta. Situato a metà strada tra i comuni di Verrès e Saint-Vincent, in collegamento visivo con la Tour Chenal, il castello di Saint-Germain è raggiungibile solo dal lato nord del promontorio di Montjovet. Oggi è in rovina, e un cancello impedisce l'accesso all'area per pericolo di crolli.

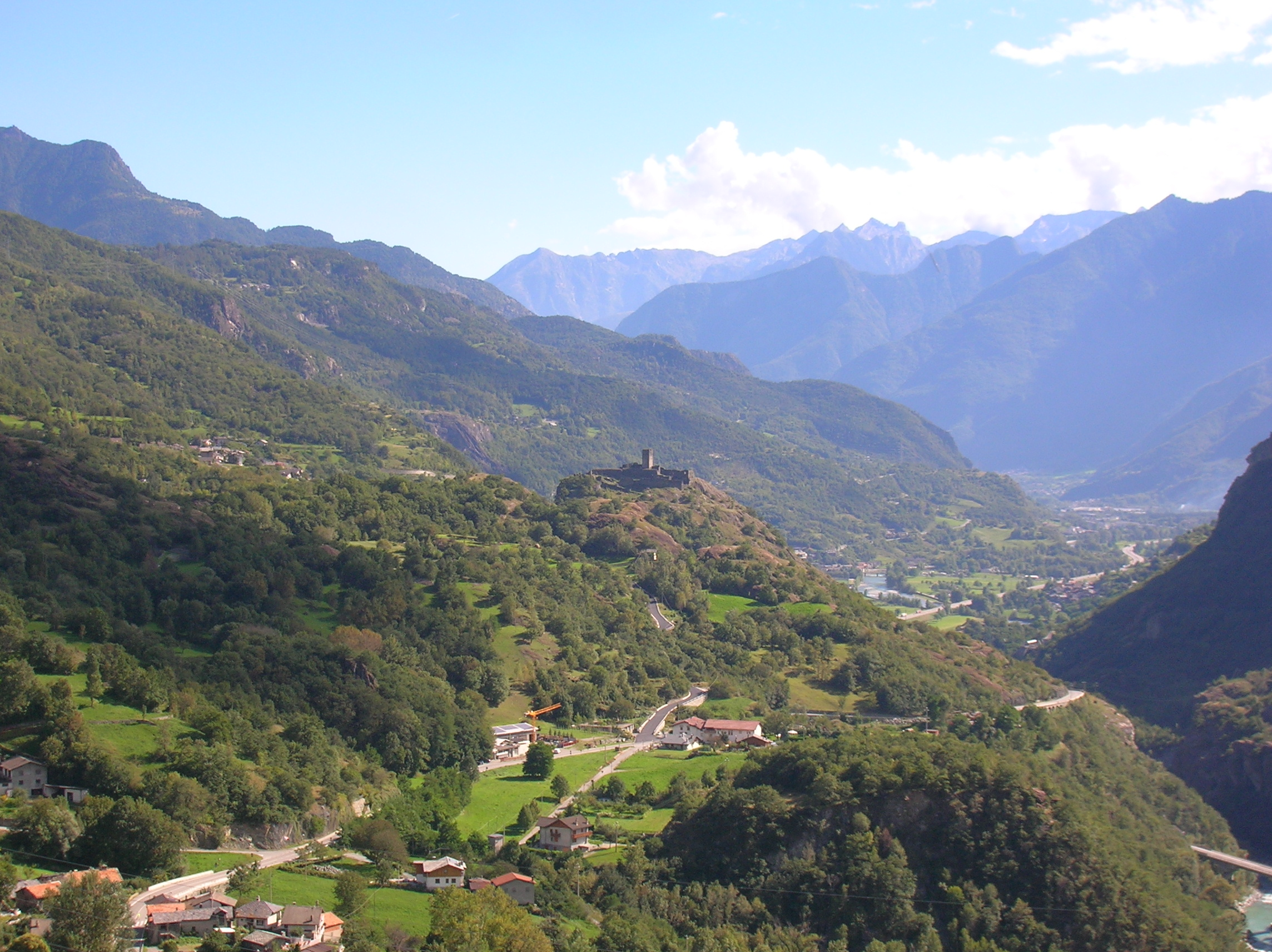
Frazioni di Montjovet e Castello di Saint-Germain dal geosito del monte Tsailleun
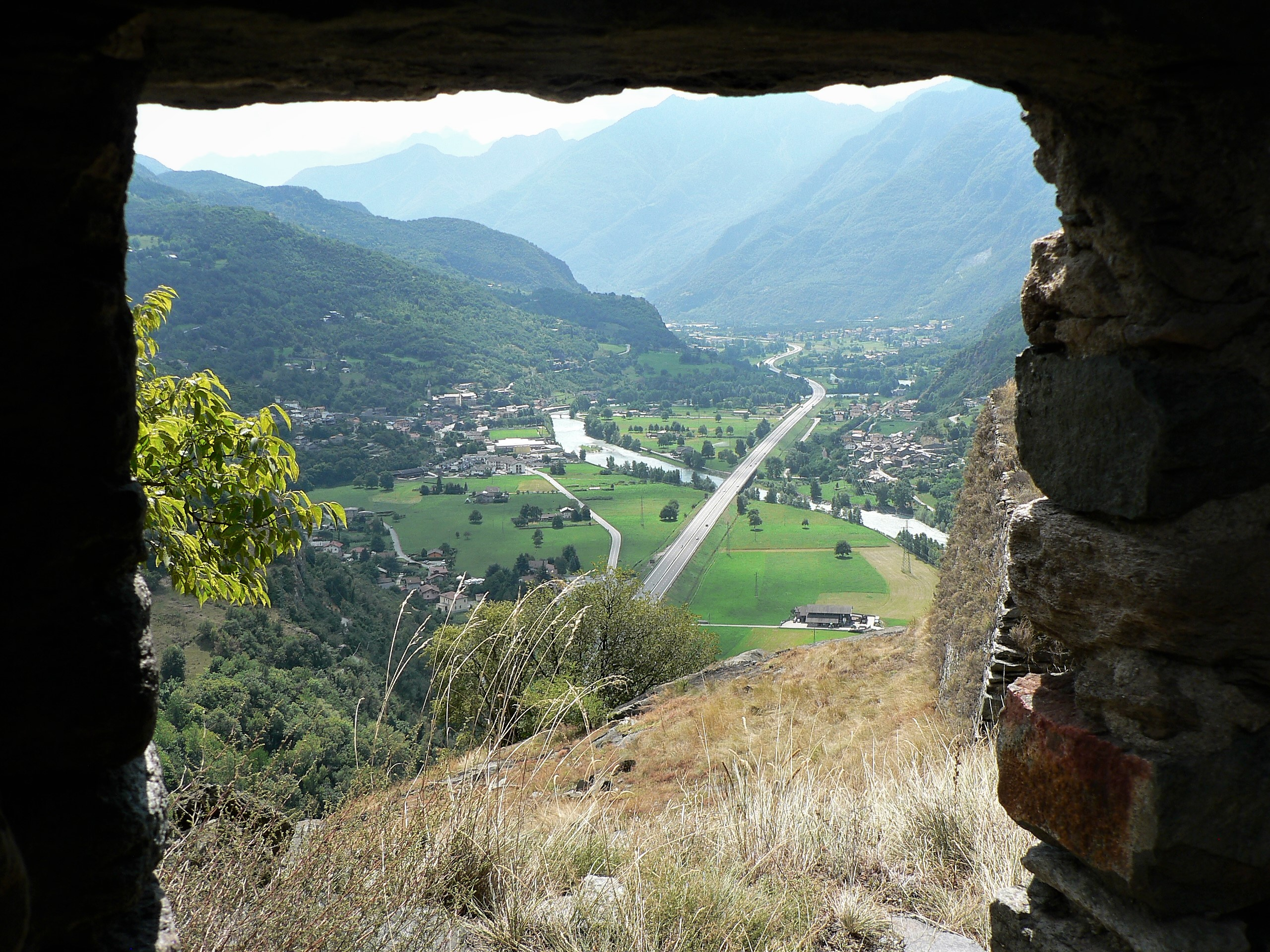
Veduta sulla vallata e Montjovet dal castello
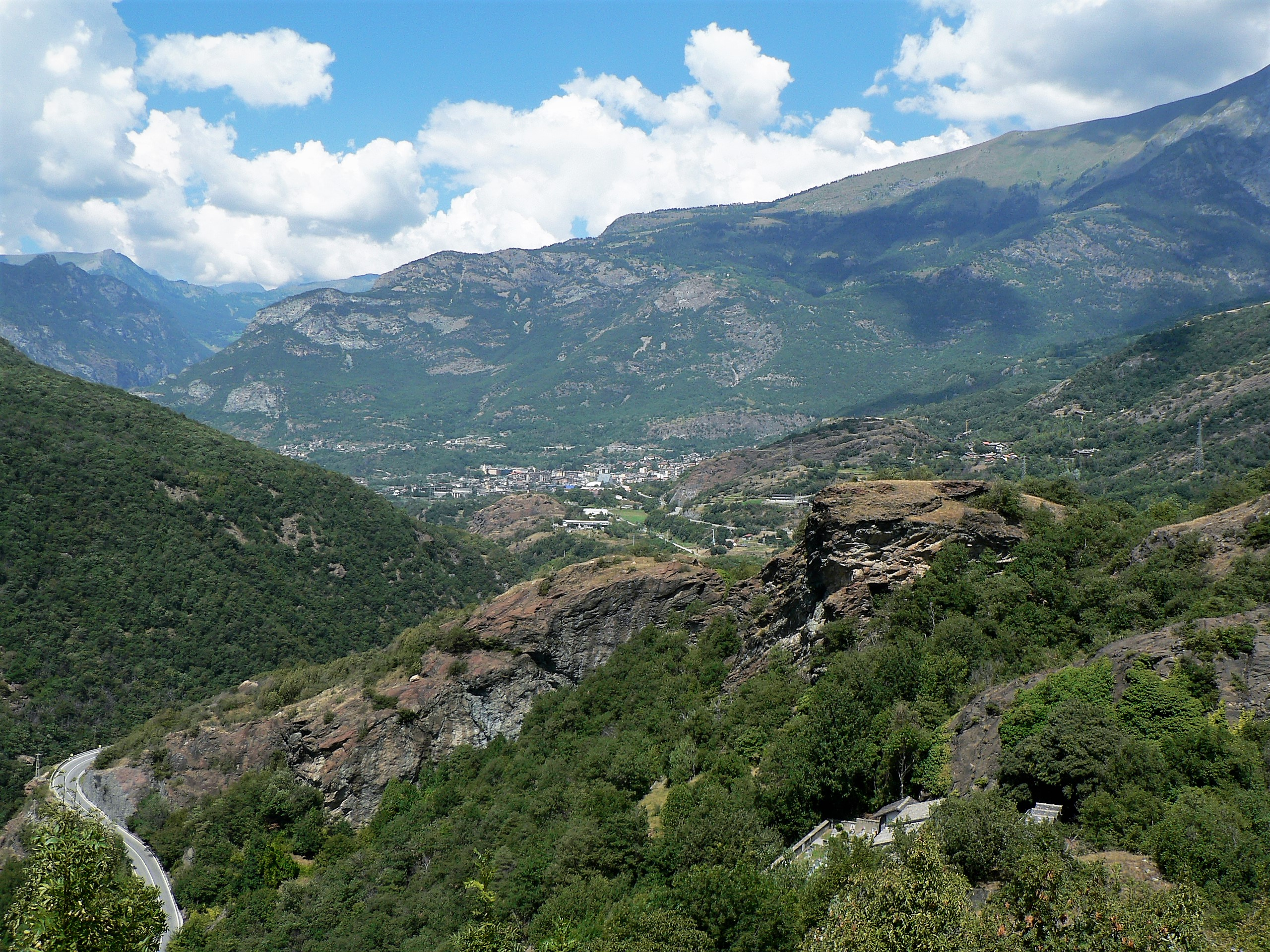
La mongiovetta e Saint-Vincent dal castello

## Architettura
Il castello è tra le più grandi fortificazioni della Valle d'Aosta e seppure mostri i segni di varie epoche fa emergere il tipico schema di fortificazione primitiva valdostana, ossia di castello medievale caratterizzato da un'alta torre centrale, alta 19 m e di 6 m di lato, circondata da un'imponente cinta muraria, alla quale sono poi stati aggiunti altri corpi e altre mura in epoche successive.
Su questa struttura preesistente si innesta un'architettura in stile rinascimentale. Per raggiungere l'accesso, dal lato nord, bisognava e bisogna tuttora percorrere un sentiero facilmente difendibile dall'alto.
Le mura, che si sviluppano su un perimetro di 200 m, mostrano la presenza di archi in pietra e grandi finestre di epoca medievale, mentre sono dovute a interventi risalenti al XVI secolo le modanature in pietra e le decorazioni. Tra gli ambienti si distinguono quelli residenziali, quelli per la guarnigione e gli spazi destinati al deposito degli armamenti. Voluti da Amedeo VIII e dai suoi successori sono un bastione rinascimentale, che si distingue sul lato nord delle mura, e i sistemi di difesa da armi da fuoco.

Pianta del castello (Carlo Nigra).
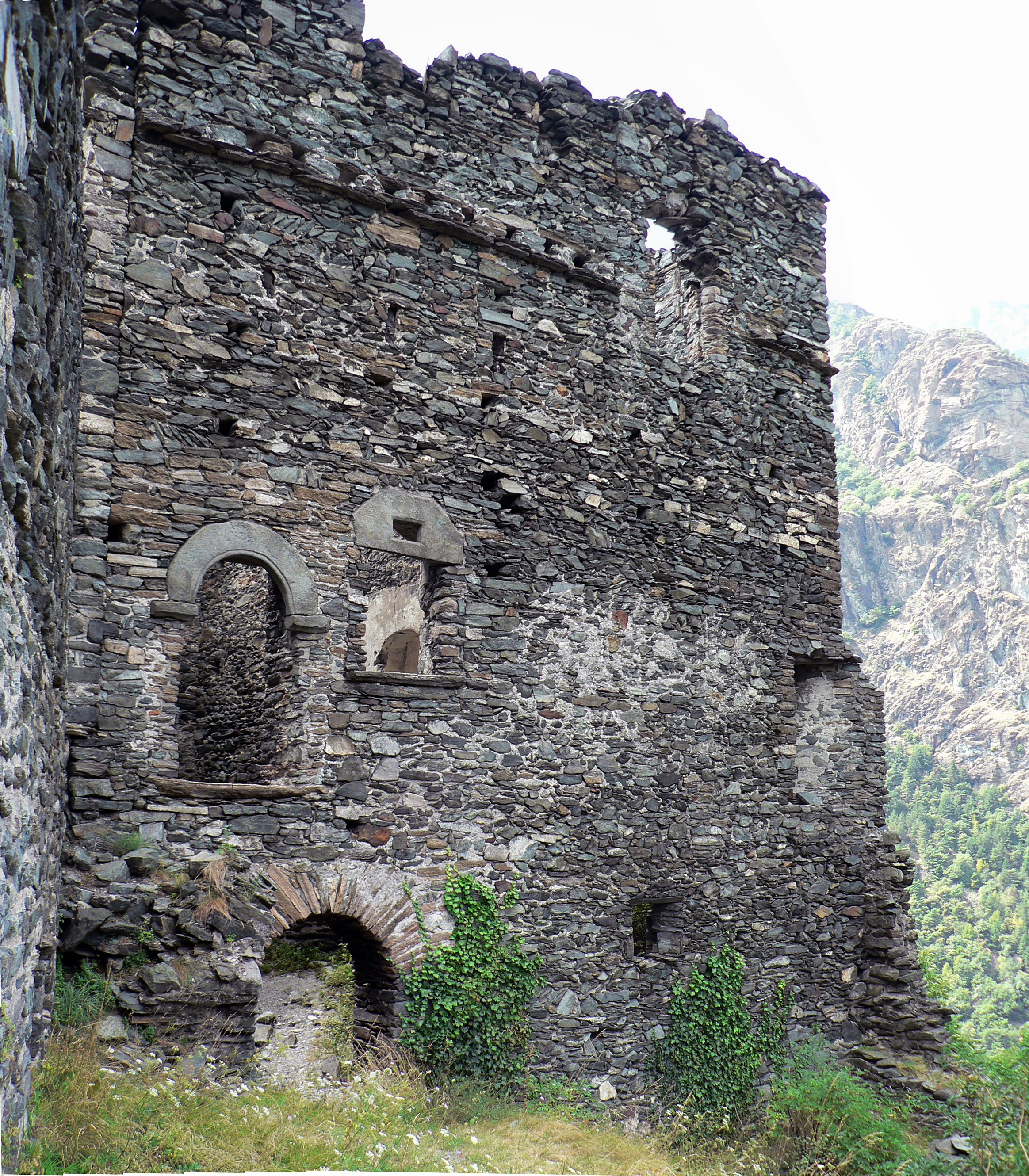
Padiglione angolo sud ovest
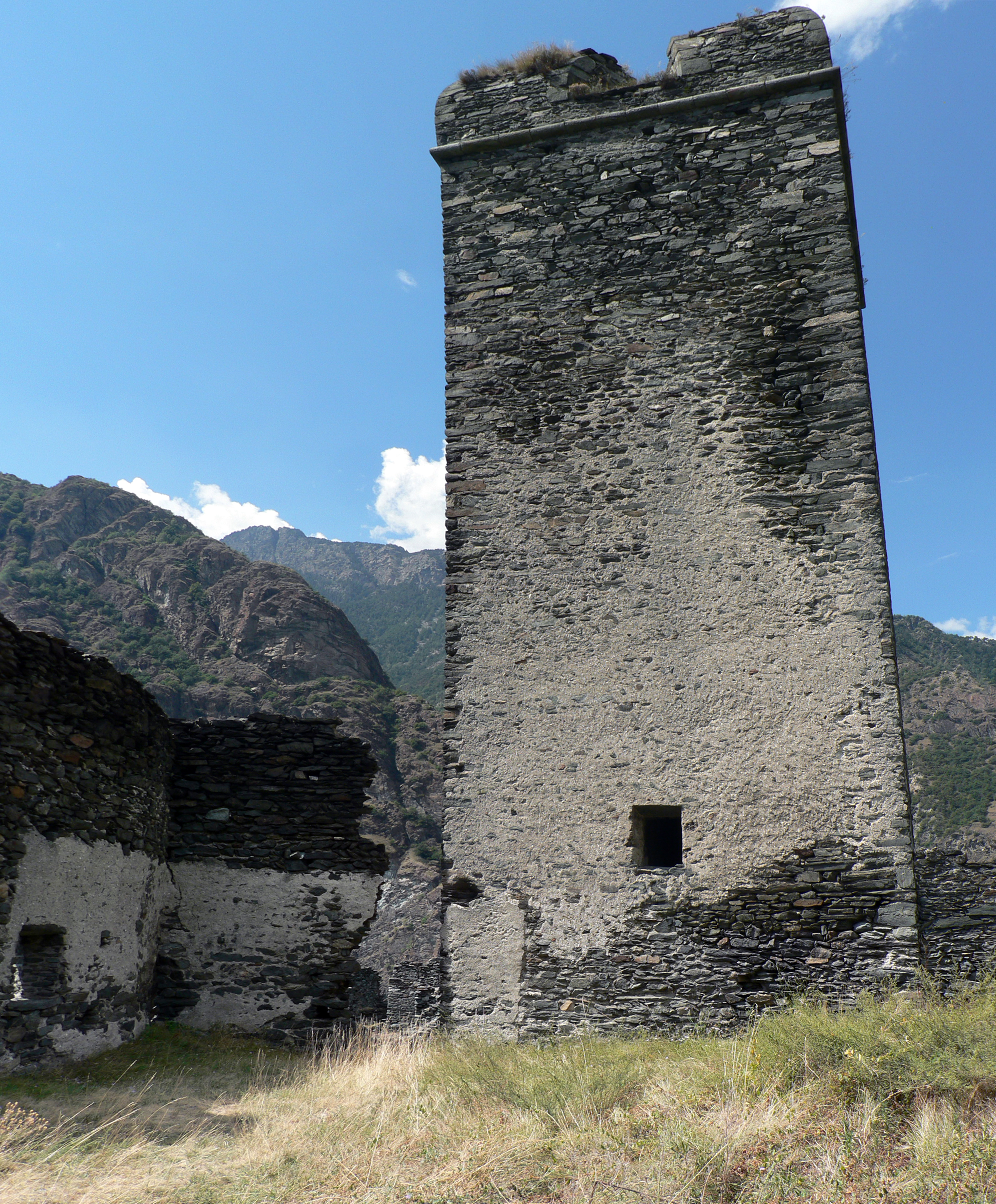
Torre di mezzogiorno. Le strutture interne del castello, come le arcate, sono in anfibolite verde, di origine oceanica.
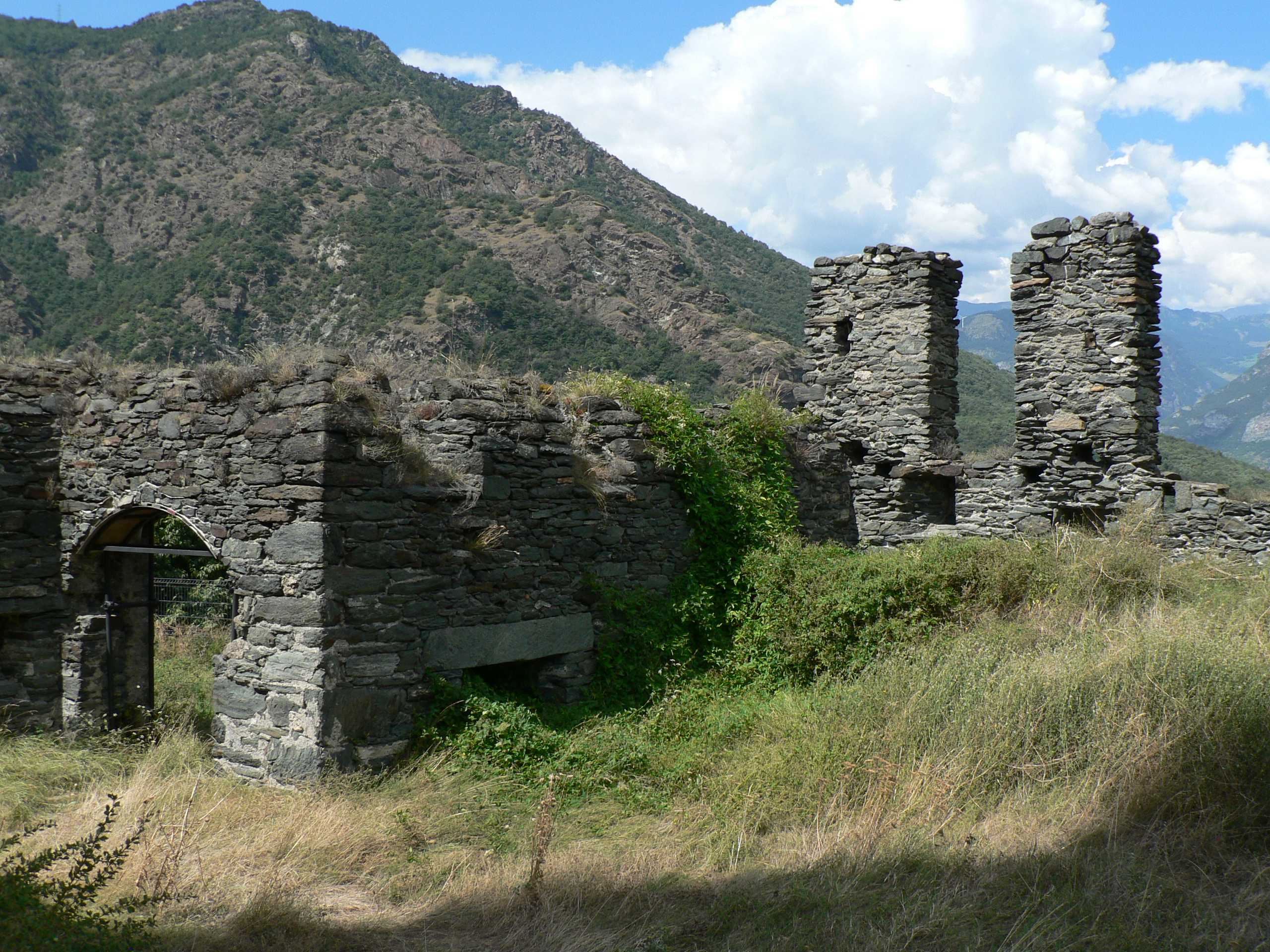
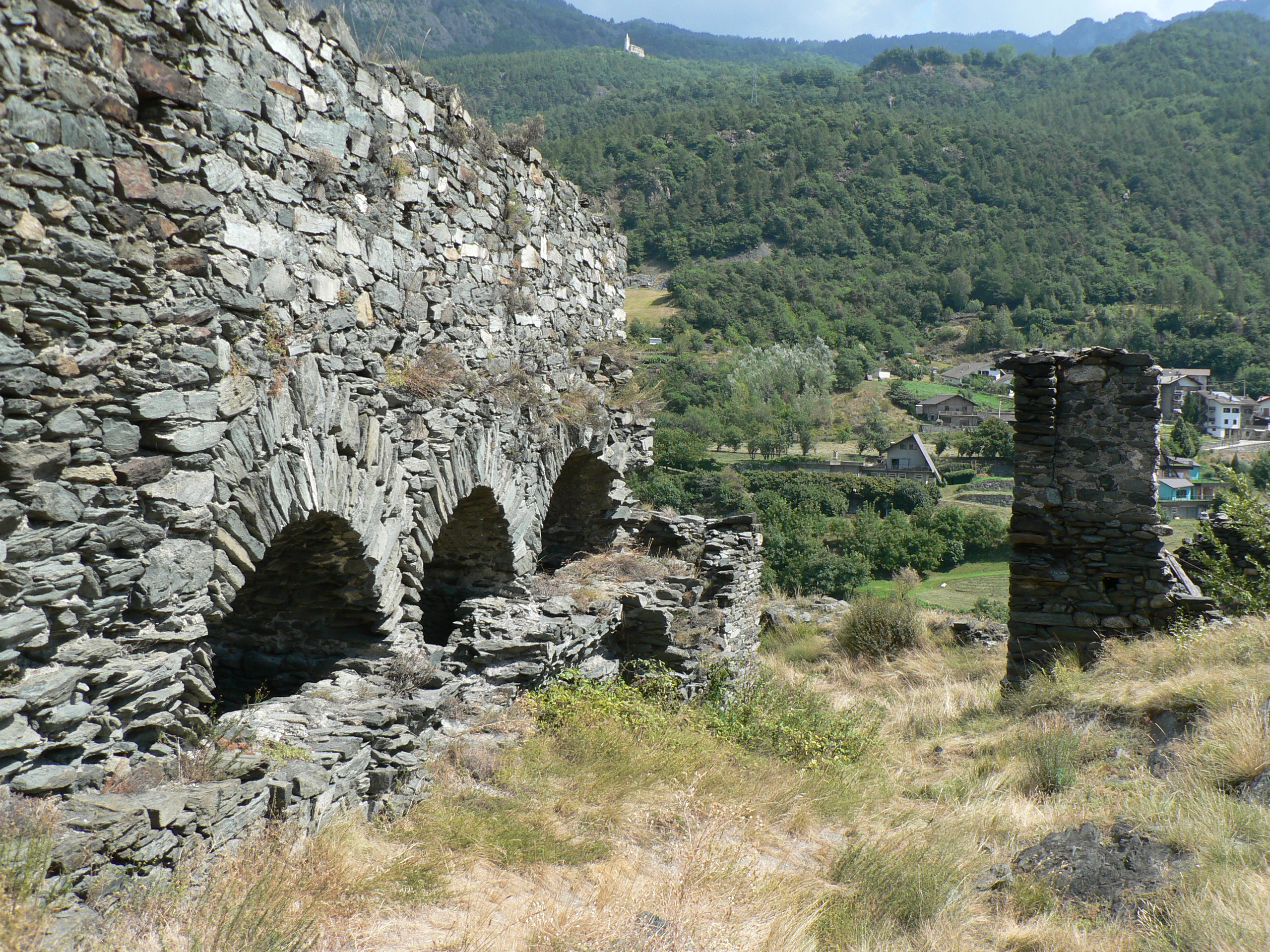

## Storia

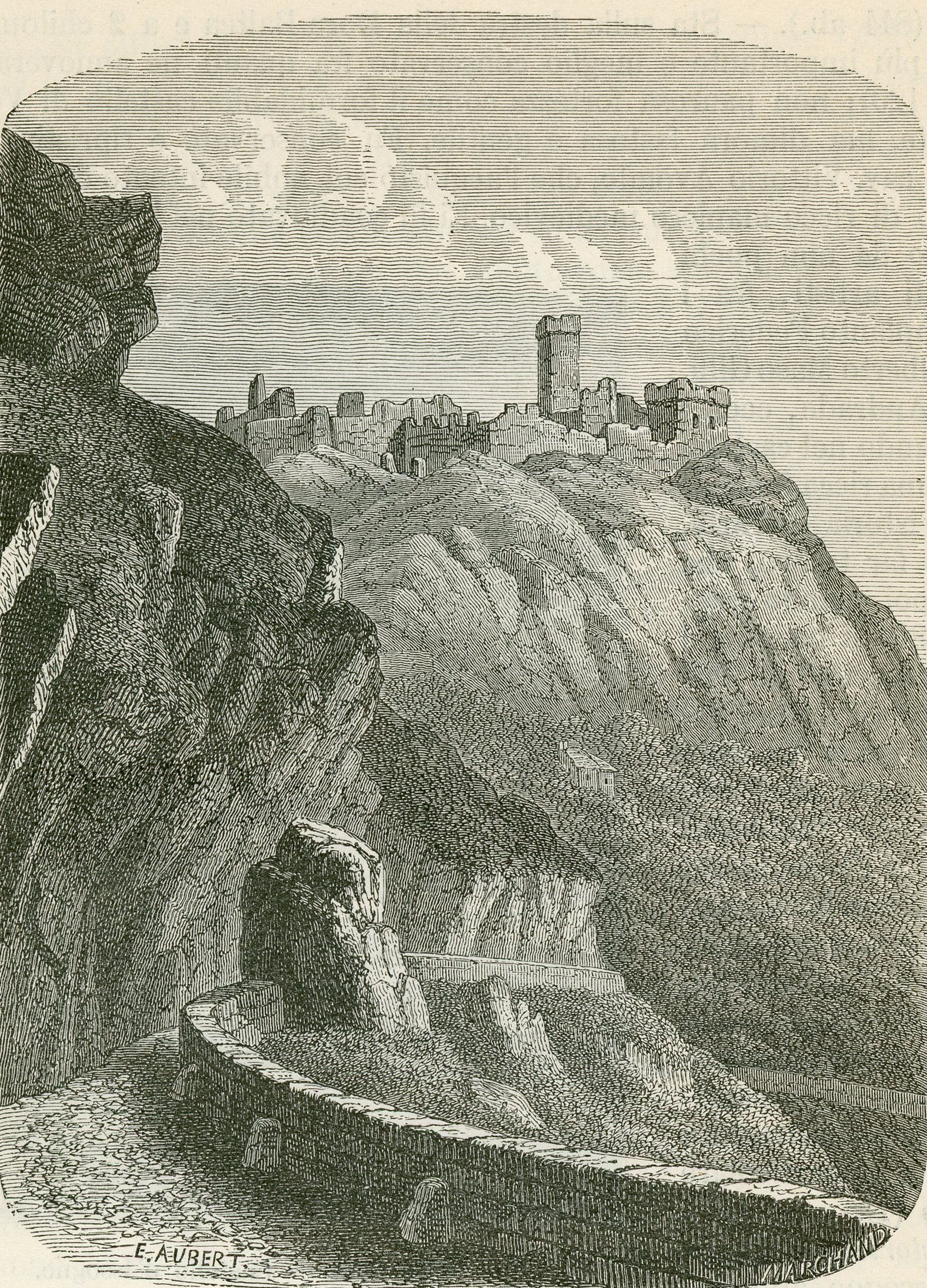
Il castello in una xilografia di Édouard Aubert

La posizione strategica del promontorio di Montjovet (l'antico Mont Jovis) è stata sfruttata fin dall'antichità, infatti sul monte la cui sommità è oggi occupata dal castello sono stati trovati resti neolitici. La zona è stata successivamente dominata dai Salassi e dai Romani, popoli che usavano entrambi la comunicazione tramite piccioni viaggiatori e il sistema di segnaletica luminosa, che da fortificazione a fortificazione permettevano di trasmettere messaggi in brevissimo tempo, per farli arrivare da una parte all'altra della Valle d'Aosta.
I De Mongioveto erano una nobile famiglia di cui si è persa traccia e probabilmente legata alla famiglia dei Chenal, proprietari dell'omonimo castello posto su un promontorio vicino.
Un documento del 1250 cita come proprietario dei due castelli un tale Bermond di Montjovet (o de Mongioveto), che successivamente li lasciò ai nipoti.
Nel 1261 risultano comproprietari del castello Philippe Bermond detto Feidino de Mongioveto (o Feydinus Montsjoveti) ed Ebalo I di Challant: ce lo attesta l'omaggio feudale compiuto da entrambi i nobili nei confronti di Amedeo V di Savoia
Il castello di Saint-Germain venne fatto costruire tra l'XI e il XII secolo dai De Mongioveto, probabilmente per avere il controllo della strada sottostante e per convincere i viaggiatori a tributar loro il pedaggio. Sono di quest'epoca il mastio centrale e una prima cerchia di mura, forse su una struttura preesistente..
In particolare, Feidino De Mongioveto pare esser stato particolarmente tenace e oppressivo nel richiedere il pedaggio, fino al punto che il duca di Savoia ebbe il pretesto per impadronirsi della fortezza, ripetendo il plot già visto per il forte di Bard.
Il castello di Saint-Germain divenne proprietà dei Savoia secondo alcune fonti intorno al 1270, secondo altre fonti nel 1294. Feidino ricevette in cambio dai Savoia la signoria e la tenuta di Coazze in Val Sangone, nel Canavese, ma il castello non restò ai Savoia a lungo.
ll feudo di Montjovet, quindi il castello, fu testimone dell'ascesa degli Challant quando nel 1295 divenne di proprietà della famiglia: Ebalo I di Challant, luogotenente di Amedeo V, ne ricevette il possesso in cambio della cessione del viscontato di Aosta.
Il castello tornò alle cronache nel 1377, quando Ibleto di Challant vi tenne prigioniero per circa un anno il vescovo di Vercelli Giovanni Fieschi, per forzarlo a cedere la signoria di Biella al Conte di Savoia.
Francesco di Challant, consigliere del duca Amedeo VIII di Savoia, nel 1438 riportò il castello in mano savoiarda, cedendo la castellania di Montjovet con il castello, i terreni e il borgo.
Amedeo VIII e i suoi successori contribuirono a rendere sempre più efficiente il castello aggiornandolo alle nuove tecniche militari. Risalgono a quest'epoca la nuova cinta muraria, le postazioni per le batterie, le torrette e le postazioni per i cannoni. Secondo il Giacosa nel castello erano alloggiati un castellano e dieci soldati (clienti).
Nel 1661 il castello venne abbandonato e diroccato ad arte per non farvi insediare milizie altrui per volere di Carlo Emanuele II di Savoia, mentre la guarnigione venne trasferita al forte di Bard. All'inizio del XVIII secolo cadeva definitivamente in rovina.
Oggi il castello di Saint-Germain è di proprietà della Regione Valle d'Aosta.